# Johan Knijf
Johannes Knijff O.F.M. (nascido em Utrecht — falecido em Groningen, 7 de outubro de 1576), também conhecido como Johann Knijff ou Joannes Knijff Ius, foi o primeiro bispo da Diocese de Groningen.

## Biografia
Foi um franciscano que havia estudado em Leuven. Em 8 de agosto de 1561, foi nomeado bispo da recém-criada diocese de Groningen.
Foi consagrado bispo pelo cardeal Antoine Perrenot de Granvelle em Bruxelas em 5 de dezembro de 1563.
A cidade de Groningen resistiu à chegada de um bispo. Foi somente em 3 de outubro de 1568 que Knijff, apoiado pelas tropas de Alva, pôde tomar posse de sua diocese na catedral.
Em 1576, ele morreu de peste. Devido ao medo de infecção, o falecido bispo foi enterrado rapidamente e sem muita cerimônia em uma cova livre no ambulatório a leste do altar. Mais tarde, seus restos mortais foram exumados e colocados em uma cripta sob o coro. Nenhuma pedra ou monumento grave foi preservado.[carece de fontes?]
Embora um sucessor tenha sido nomeado após sua morte, Knijff foi, de fato, o único bispo que exerceu o cargo em Groningen até o restabelecimento da diocese em 1956.